# Augenbrauenpuder

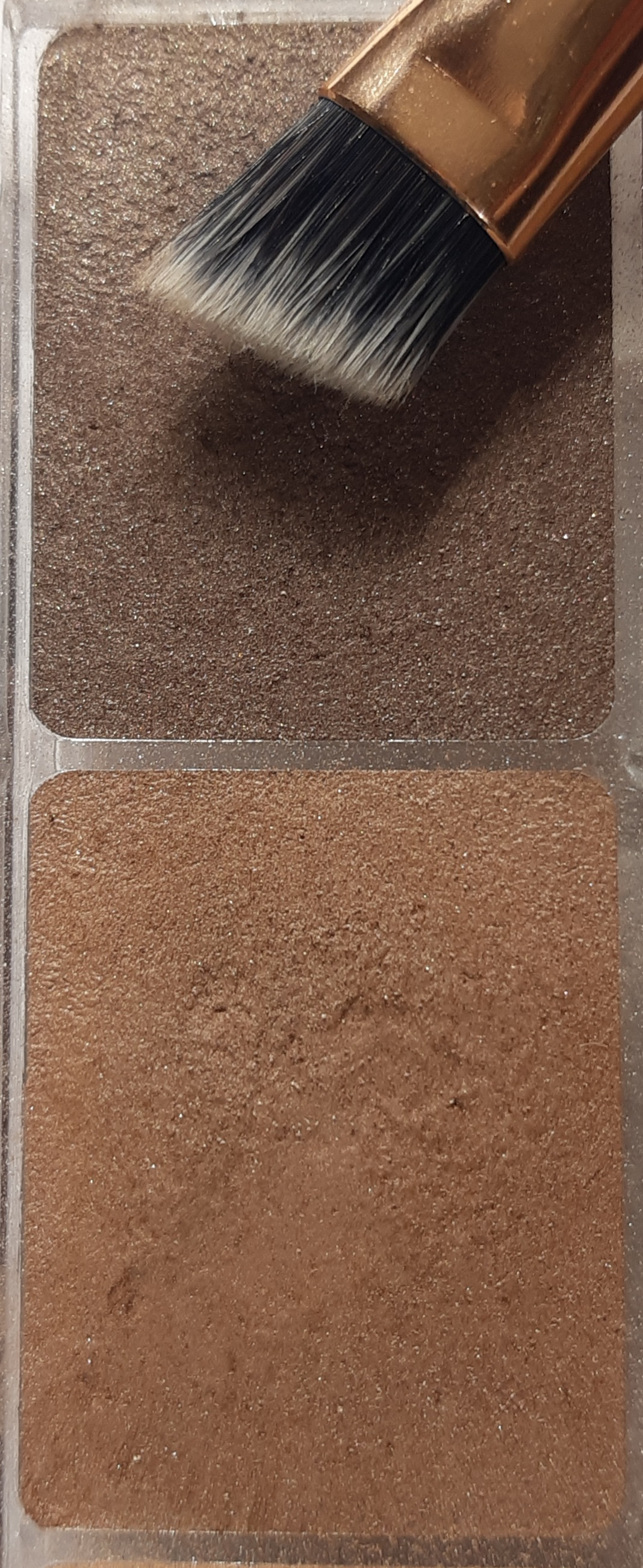
Augenbrauenpuder wird mit einem Pinsel aufgetragen.

Augenbrauenpuder wird zum optischen Auffüllen der Augenbrauen verwendet. Dabei wird das Puder mit einem spitzen Pinsel aufgetragen. Die Augenbraue wird danach gebürstet. Im Vergleich zu dem Ergebnis nach Anwendung eines Augenbrauenstiftes wirkt das Ergebnis natürlicher.

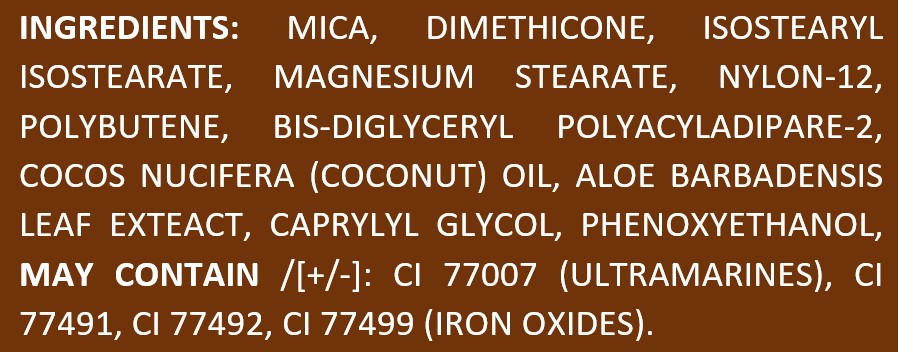
INCI-konforme Angabe der Inhaltsstoffe eines Augenpuders.